# Српска национална листа
Српска национална листа (СНЛ) је бивша политичка коалиција у Црној Гори. Окупљала је странке, друге организације и истакнуте појединце српске националне оријентације. Основана је почетком 2009. године, а чиниле су је: Странка српских радикала, Странка српских народњака, невладина организација Српско народно вијеће Црне Горе и група независних интелектуалаца под називом Академска алтернатива. Носилац коалиционе листе био је Момчило Вуксановић, предсједник СНВЦГ. На скупштинским изборима који су у Црној Гори одржани 2009. године, коалиција је освојила 4.291 гласова (1,30%), што није било довољно за улазак у парламент.

## Оснивање и дјелатност
Српска национална листа је настала након распада некадашње Српске листе. Непосредно након признавања једнострано проглашене независности Косова од стране Владе Црне Горе (2008), свих дванаест посланика тадашње Српске листе одлучило је да бојкотује рад Скупштине Црне Горе. Када је покренута иницијатива да се Српска листа из коалиције претвори у јединствену политичку странку, која не би имала српски национални прдзнак, шест посланика је одбило поменуту иницијативу, вративши се у парламент. Разлози за одбијање су били различити. Нестраначко Српско народно вијеће Црне Горе је одбило трансформацију коалиције у странку зато што би то блокирало приступ нестраначким личностима, а радикали се нису хтјели одрећи своје радикалске националистичке идеологије. Пет посланика (3 из СНС, 1 из ССР и 1 из СНВЦГ) из редова дотадашње Српске листе је потом формирало Српски национални клуб. У исто вријеме, дио чланова Српске народне странке је основао Странку српских народњака, која се придружила иницијативи за стварање нове коалиције.
Ова коалиција је озваничена почетком 2009. године под називом Српска национална листа. Коалицији се прикључила и група грађана (Академска алтернатива) састављена из познатих Срба у Црној Гори. У међувремену су вођени и разговори са Социјалистичком народном партијом Црне Горе о заједничком изборном наступу, али тим поводом није постигнут договор. На парламентарним изборима 2009. године Српска национална листа није успјела да пређе изборни праг.
У вријеме стварања опозиционе коалиције Боља Црна Гора пред локалне опште изборе 2010. године, Нова српска демократија се успротивила сарадњи са странкама из Српске националне листе, која је остале једини политички чинилац који је остао изван јединствене опозиције. СНЛ је успела да истакне листу само у Главном граду (Подгорици), гдје се на изборе ишло под слоганом Српска Црна Гора - Српска Подгорица, али листа није успјела осигурати нити један одборнички мандат.

### Чланице Српске националне листе
- Српско народно вијеће Црне Горе
- Странка српских народњака
- Странка српских радикала
- Група грађана Академска алтернатива